# Cueta senegalensis
Cueta senegalensis is een insect uit de familie van de mierenleeuwen (Myrmeleontidae), die tot de orde netvleugeligen (Neuroptera) behoort. 
Cueta senegalensis is voor het eerst wetenschappelijk beschreven door Navás in 1914.